# TBN 차차차 (제주주말)
도현아의 주말 TBN 차차차는 TBN 제주교통방송(제주시, 광해악 FM 105.5MHz, 서귀포 FM 105.9MHz)에서 주말 낮 12시부터 1시 55분까지 방송되는 제주 지역의 라디오 음악 프로그램이며 가수겸 라디오 진행자인 도현아의 끼와 활력넘치는 목소리로 나른한 오후 청취자와 즐겁게 소통하며 졸음을 깨워주고 피로를 풀어주는 비타민 같은 주말방송이다. 

## 토요일 코너
- 차차차 타임머신 퀴즈 : 현아의 어릴적 일기장을 통해 푸는 퀴즈
- 메께라! 이런일이~ : 세계 곳곳의 신기하고 황당한 소식을 전해드리는 코너 (김수정R)
- 도아주망의 제주만사 : 도아주망이 한 주간 제주 곳곳을 돌아보며 모아온 제주 소식들
- 청취자 신청곡 : 청취자 신청곡을 사연과 함께 전해드립니다!

## 일요일 코너
- 세고개 퀴즈 : 한 고개~ 두 고개, 세 고개를 넘어가면 정답이 보인다!
- 한낮의 리~믹스 : 신나는 리믹스와 함께 한낮의 졸음을 날려보내는 시간
- 도디의 내맘대로 픽 : 도디가 틀어주고 싶었던 바로 그 노래! 이 주의 선곡표는~
- 청취자 신청곡 : 청취자 신청곡을 사연과 함께 전해드립니다!